# 人本主义心理学
人本主义心理学 (Humanistic psychology) 兴起于20世纪五、六十年代的美国。由亚伯拉罕·马斯洛创立，以卡尔·罗杰斯为代表，被稱為除行為學派和精神分析以外，心理學上的「第三勢力」。
人本主義和其他學派最大的不同是特別強調人的正面本質和價值，而並非集中研究人的問題行為，並強調人的成長和發展，稱為自我實現。
人本主义心理学的一些要素是：
- 理解人，我们自己和他人，作为一个整体大于其部分的总和。
- 承认一个人的全部生活史的相关性和重要性。
- 承认人类生存中的意向性的重要性。
- 承认一个健康的人的最终生活目标的重要性。

## 起源
不少治療師如卡尔·罗杰斯、馬斯洛等，都認為精神分析學派過於強調病態的行為和過於以決定論作為人的價值基礎，缺乏了對行為的意義、正面的成長和發展的探索 ; 同時也不贊成行為主義將研究動物行為的結果，用來解釋人類複雜的行為，因此決意創立一個全新的心理學取向，藉以強調正向的心理發展和個人成長的價值。
同時又加入了存在主義的哲學思想，強調自由、個人決定的價值和人生的意義。

## 主要理論
- 馬斯洛提出的需要階梯和自我實現等理論。
- 卡尔·罗杰斯提出的個人中心治療和同理心等治療理論，他亦在人本主義的治療中特別重視治療師必須要有三個成分：真誠一致、無條件正向關懷與同理心。